# Correction du Rhin supérieur
Pour des articles plus généraux, voir Rhin et Rhin supérieur.

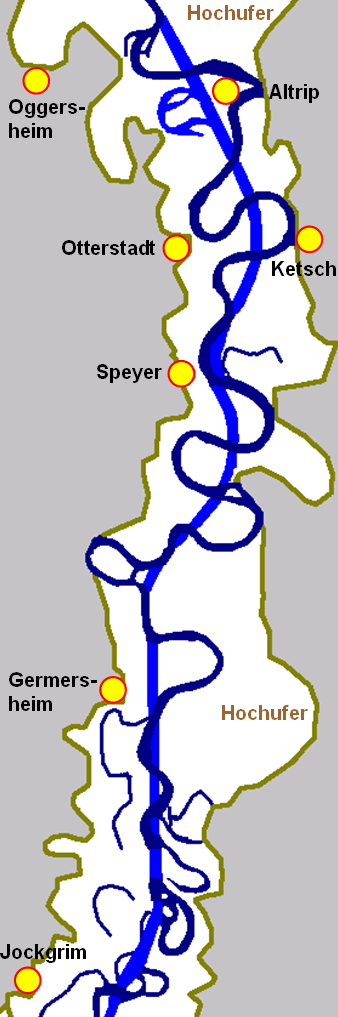
Carte de l'ancien tracé (en bleu foncé) et du nouveau tracé (en bleu clair) du cours du Rhin supérieur entre Karlsruhe (en dehors de la carte en bas) et Ludwigshafen (en dehors de la carte en haut), en Allemagne.

La correction du Rhin supérieur, en allemand Rheinbegradigung, Rheinregulierung, Rheinkorrektur ou encore Rheinrektifikation , désigne les aménagements hydrauliques entrepris pour canaliser et rectifier le cours du Rhin supérieur en France et en Allemagne dans le fossé rhénan. Ces travaux sont initiés en Allemagne entre 1817 et 1876 par l'ingénieur Johann Gottfried Tulla et poursuivis après lui, notamment par Max Honsell. Ils consistent à endiguer et rendre plus rectiligne le lit du fleuve, notamment en coupant de nombreux méandres entre Karlsruhe et Mayence, ceci dans le but de faciliter la navigation et de prévenir les crues. Le Rhin devient ainsi navigable jusqu'à Bâle, en Suisse, à partir de 1907.

## Histoire

### Contexte avant 1810
Après la fin de la dernière période glaciaire, le Rhin supérieur avait commencé à creuser dans ses alluvions et avait formé des rives escarpées sur lesquelles des agglomérations pouvaient se développer à l'abri des inondations. Cependant les villes ou villages situés au niveau du fleuve étaient sujets à de fortes inondations. Le cours du Rhin entre Bâle et Karlsruhe se cantonnait dans une vallée de deux à trois kilomètres de large avec beaucoup de bras de rivière et de petites îles; plus en aval, entre Karlsruhe et Mayence, son cours formait des méandres particulièrement prononcés et tortueux dans une zone de terrain plat beaucoup plus large.
Formant la frontière entre le grand-duché de Bade et la France ou entre le Palatinat et la France, le Rhin imposait, au fil de ses changements de cours, de nombreuses rectifications de frontière. Son importance économique pour la pêche et pour le transport de bois par flottage était déjà très significative.
Le percement de premiers canaux réalisés pour d'autres raisons, comme le canal de Büderich à Wesel en 1785, avait démontré qu'un redressement du cours de la rivière par une succession de canaux permettant de court-circuiter les longs méandres de la rivière constituait une solution adaptée pour réduire le risque d'inondation. En outre, l'approfondissement et le redressement du lit de la rivière ouvrait la possibilité d'ouvrir le Rhin à la navigation sans restriction.

### Études
Le premier plan de correction du cours du Rhin fut présenté en 1809 par l'ingénieur hydraulicien Johann Gottfried Tulla. 
La crue qui toucha gravement la commune de Wörth am Rhein en janvier 1816 conduisit, le 26 avril 1817, à un accord entre les gouvernements badois et bavarois pour mener en commun le plan proposé par Tulla, cela sans même en avoir calculé tous les coûts.

### Travaux
Parce qu'il n'y avait pas, à l'époque, d'équipements lourds tels que des tractopelles ou des bulldozers, la terre devait être déplacée à la main avec l'aide de charrettes à cheval. Il fallait donc déplacer le moins de terre possible. Le plan se limitait donc à une série de petits canaux d'une largeur de 10 à 25 mètres, permettant de court-circuiter les méandres du fleuve. Pendant la construction, un barrage de terre était maintenu en amont afin de maintenir le chantier au sec. Ce barrage était percé lorsque le reste des travaux était terminé. Le canal était alors inondé et, en raison de la pente accrue du canal par rapport aux méandres, tendait ensuite à s'élargir et à s'approfondir naturellement, en particulier lors des périodes de crues. L'ancienne boucle du fleuve était en partie obstruée par un barrage de terre de telle sorte qu'il n'y ait pas d'écoulement et que l'ancien cours s'envase lentement. Le Kühkopf (voir la carte) fait exception : aujourd'hui encore, une partie de l'eau Rhin s'écoule par l'ancien cours, la quantité d'eau étant cependant limitée à l'entrée par une rampe en béton.

### Déroulement
Au printemps 1817, des zones forestières furent défrichées et le percement du passage de Knielingen put commencer. Le chantier ne se déroula pas sans incident. Les résidents de Knielingen craignaient pour leurs lieux de pêche et tentèrent de s’opposer aux travaux. L’armée dut intervenir pour mettre fin à leur résistance.
Les communautés riveraines furent astreintes à contribuer aux travaux. La terre excavée fut déversée en bordure du nouveau cours du fleuve. Après trois ou quatre ans où le fleuve travailla lui-même à son approfondissement et à son élargissement, il prit place dans son cours définitif.
La largeur du Rhin avait été établie par Tulla à 240 mètres en amont de l'embouchure du Neckar, et  en aval, à 300 mètres. Les rives furent stabilisées à l’aide de pieux enfoncés en force et de dallages en pierre.
Des protestations contre la poursuite du redressement du Rhin ont été émises en 1826 par les gouvernements de Hesse, de Prusse et des Pays-Bas. Ce ne fut qu'à l’issue de difficiles négociations que les craintes d'une augmentation des risques d’inondations et de dégâts du gel purent être dispersées. Le dernier canal à être percé fut celui d'Altrip, en 1865. Les autres corrections non encore faites ne furent pas réalisées, comme par exemple celle prévue en aval du canal de Neckarau, qui aurait coupé au travers de l’actuel parc forestier de Mannheim.  C’est pourquoi le Rhin conserve aujourd’hui quelques méandres isolés.

## Aménagements

### Entre Bâle et le confluent de la Lauter
Le long de la frontière  entre la France et le pays de Bade, les travaux ont commencé en 1840 après qu'un traité en a fixé le cadre juridique le 5 avril 1840.

La série de passages percés au travers des méandres du Rhin réduisit la distance fluviale entre Bâle et Bingen de 81 kilomètres. 

### Le long de la frontière entre le Pays de Bade et le Palatinat bavarois
Dix-huit passages furent réalisés entre le confluent de la Lauter et Roxheim, réduisant de 37 % un cours initialement long de 135 kilomètres, qui fut donc réduit à 86 kilomètres. Huit de ces passages furent financés par le Land de Bavière et 10 par le Land de Bade. Le passage d'Altrip fut cofinancé par les deux États. 
1. Passage de Neuburg (Neuburger Durchstich)

2. Passage de Daxland (Daxlander Durchstich)

3. Passage de Pforzen (Pforzer Durchstich)

4. Passage de Knielingen (Knielinger Durchstich)

5. Passage de Wörth (Wörther Durchstich)

6. Passage de Neupotz (Neupotzer Durchstich)

7. Passage de Linkenheim (Linkenheimer Durchstich)

8. Passage de Leimersheim (Leimersheimer Durchstich)

9. Passage de Germersheim (Germersheimer Durchstich)

10. Passage de Rheinsheim (Rheinsheimer Durchstich)

11. Passage de Oberhausen (Oberhauser Durchstichaussi nommé Rheinhauser Durchstich)

12. Passage de Angelhof (Angelhofer Durchstich)

13. Passage de Otterstadt (Otterstadter Durchstich)

14. Passage de Ketsch (Ketscher Durchstich)

15. Passage de Altrip (Altriper Durchstich)

16. Passage de Friesenheim (Friesenheimer Durchstich)

### Rectification du cours du Rhin en Hesse
Entre Worms et Mayence, les deux rives du Rhin appartiennent à la Hesse depuis le congrès de Vienne en 1815. En 1828/29, sous la direction du directeur du service des eaux du grand-duché de Bade Claus Kröncke, fut réalisé un passage à la hauteur de Guntersblum. Le territoire qui s'est trouvé détaché de la rive gauche à cette occasion forme aujourd'hui l'île de Kühkopf.

## Conséquences
Les travaux se révélèrent rapidement réussis sur le plan de l'approfondissement du lit de la rivière, faisant nettement baisser le niveau de l'eau et mettant des terres autrefois inondées à la disposition des agriculteurs. Le Rhin supérieur sembla aussi devoir être désormais épargné par les inondations.

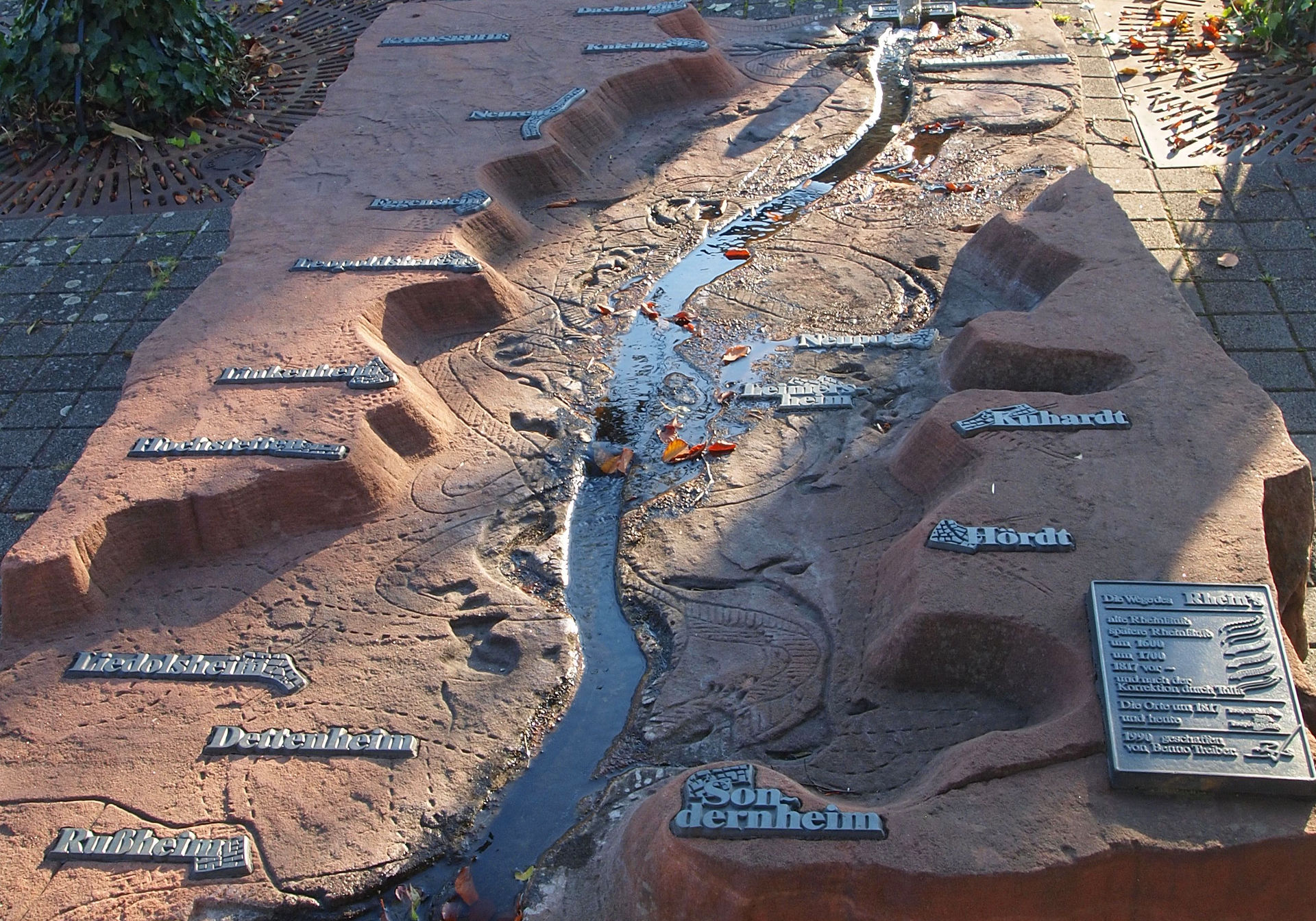
Monument à Leopoldshafen qui rappelle la rectification du cours du Rhin entre Karlsruhe und Germersheim.

## Lieux de mémoire
Un monument commémoratif se trouve à Leopoldshafen.
L'ingénieur Johann Gottfried Tulla a par ailleurs deux monuments le long du Rhin : la tour Tulla à Breisach et un monument moderne à Ludwigshafen, et un à Paris, sa tombe, au cimetière de Montmartre. 